# ميهو فوكوموتو
ميهو فوكوموتو (福元 美穂) (2 أكتوبر 1983 في إيبوسوكي في اليابان – )؛ هي لاعبة كرة قدم كانت تلعب كحارس مرمى. ولعبت مع منتخب اليابان لكرة القدم للسيدات.

## وصلات خارجية
- ميهو فوكوموتو على موقع الاتحاد الدولي (مؤرشف)  (الإنجليزية)
- ميهو فوكوموتو على موقع الاتحاد الأوربي (الإنجليزية)
- ميهو فوكوموتو على موقع قاعدة بيانات كرة القدم.إي يو (الإنجليزية)
- ميهو فوكوموتو على موقع Soccerway.com (الإنجليزية)
- ميهو فوكوموتو على موقع عالم كرة القدم.نت (الإنجليزية)
- ميهو فوكوموتو على موقع أوليمبيديا (الإنجليزية)